# Alfons Beckers (syndicalist)
Alfons Victor Beckers (Diest, 25 mei 1900 – Brussel, 3 april 1947) was een Belgische syndicalist.

## Levensloop
Beckers was aanvankelijk werkzaam als postbediende. Hij was van 1945 tot aan zijn dood algemeen secretaris van de ACOD.